# Avia BH-17
L'Avia BH-17 fu un aereo da caccia monoposto, monomotore e biplano, sviluppato dall'azienda aeronautica cecoslovacca Avia nei primi anni venti.
Prodotto in serie limitata, venne utilizzato dai reparti della Češkoslovenske Vojenske Letectvo prima di essere affiancato e gradatamente sostituito dal modello sua evoluzione, il BH-21.

## Storia del progetto
Nel 1922 il dipartimento della difesa del governo cecoslovacco espresse l'esigenza di aggiornare il proprio parco velivoli con un nuovo modello di caccia da destinare alla Češkoslovenske Vojenske Letectvo.
L'Avia incaricò quindi il proprio ufficio tecnico, allora diretto da Pavel Beneš e Miroslav Hajn, di elaborare un modello idoneo a soddisfare tale richiesta. In realtà l'azienda presentò ben cinque diversi progetti che, assieme a quelli sviluppati dalle concorrenti Letov Kbely e Aero, vennero valutati dalle autorità militari, le quali sottoscrissero un contratto per il solo BH-17, uno dei tre modelli Avia presentati a velatura biplana, frutto dell'elaborazione dei due precedenti modelli BH-6 e BH-8, entrambi rimasti allo stadio di prototipo.
Il nuovo modello riproponeva l'impostazione generale del BH-8, un monomotore in configurazione traente con ala in configurazione biplana e carrello fisso, compreso l'inusuale collegamento del piano alare superiore alla fusoliera, costituito da un unico pilone centrale al posto della più utilizzata soluzione a montantini laterali. Tra le modifiche più sostanziali si annoveravano invece una velatura dalla ridotta apertura, con singole ali dalla corda maggiorata, unita ad una fusoliera allungata (presumibilmente al fine di migliorare stabilità e direzionalità del volo) e lo spostamento dei radiatori dell'impianto di raffreddamento del motore, integrati nella struttura del carrello.
Giudicato idoneo dalle autorità militari, nel giugno 1924 venne avviato alla produzione, con i due prototipi portati in volo il 16 luglio 1924 il B-17.2, con ai comandi il pilota collaudatore dell'azienda Černohous, seguito il 16 agosto successivo dal B-17.1 (pilota Karl Fritsch).

## Impiego operativo
Adottato dalla Češkoslovenske Vojenske Letectvo con l'identificativo B-17, divenne equipaggiamento del Letecký pluk 1 (primo reggimento dell'aria) dal 1925. In servizio presentò però problemi soprattutto al circuito di alimentazione, con perdite di carburante anche dopo poche ore di volo, che in alcuni casi, prendendo fuoco, propagavano le fiamme alla struttura causando la distruzione del velivolo. Di conseguenza tutti i B-17 vennero ritirati dal servizio e riconsegnati all'Avia per le necessarie riparazioni e per sostituire l'impianto di distribuzione del carburante con elementi di nuovo disegno. L'esperienza venne poi riversata nello sviluppo del successivo Avia BH-21.
I velivoli revisionati vennero riconsegnati all'aviazione militare ma, declassati a compiti di seconda linea, vennero consegnati alla scuola piloti di caccia basata a Cheb, rimanendo in servizio fino alla fine degli anni venti quando vennero sostituiti dai B-21.

## Utilizzatori
Cecoslovacchia
- Češkoslovenske Vojenske Letectvo